# Alvenfors

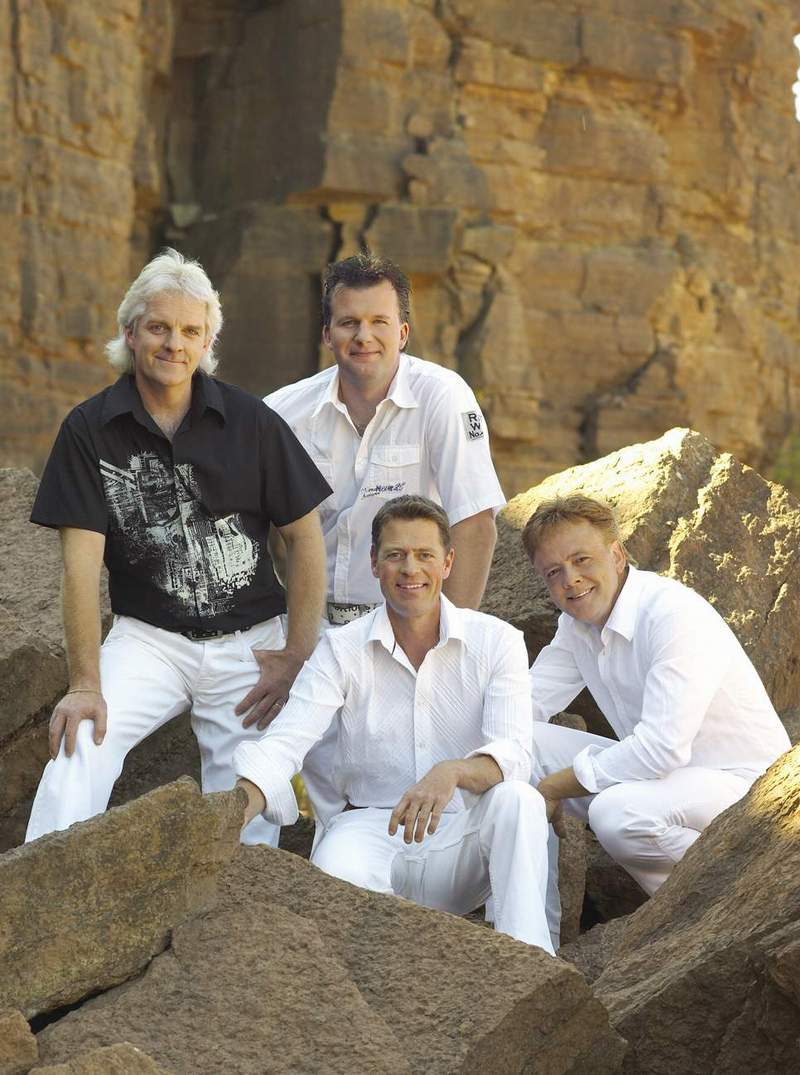
Alvenfors

Alvenfors är ett modernt dansband från Gullspång / Mariestad. Bandet hette tidigare "Peter Alvenfors orkester". De har funnits i lite olika konstellationer sedan 1993. Dagens medlemmar är; Thony Alvenfors, Peter Andersson, Mattias Karlsson, Stefan Johansson.   